# 14e étape du Tour de France 1995
Pour un article plus général, voir Tour de France 1995.
La 14e étape du Tour de France 1995 a eu lieu le 16 juillet 1995 entre la ville de Saint-Orens-de-Gameville et la station de ski de Guzet sur une distance de 164 km. Elle a été remportée l'Italien Marco Pantani (Carrera Jeans). Il l'emporte seul en échappée et devance le Français Laurent Madouas (Castorama) et l'Espagnol Miguel Indurain (Banesto) de deux minutes et 31 secondes. Indurain en profite pour conserver le maillot jaune de leader au terme de l'étape.

## Profil et parcours
Au départ de Saint-Orens-de-Gameville, dans l'est toulousain, en direction du Lauragais, les coureurs disputent le premier sprint intermédiaire à Montesquieu-Lauragais et affronte la côte de Nogarède (4e catégorie) au km 39.5 avant d'entrer en Ariège par Mazères. Il s'agit de remonter la vallée de l'Ariège via Pamiers, Varilhes, Saint-Jean-de-Verges pour atteindre Foix, la préfecture, et le ravitaillement. La côte de Garrabet, au km 97.5, est jugée en 4e catégorie. La ville de Tarascon-sur-Ariège (km 105) est traversée avant le second sprint intermédiaire au km 109.5 à Niaux, village célèbre pour sa grotte rupestre. La vallée de Vicdessos est remontée jusqu'à l'inédit port de Lers (1 517 m au km 131.5) en deuxième catégorie puis le col d'Agnes (km 140.5) en troisième catégorie. La descente est rapide jusqu'à la station d'Aulus-les-Bains où commence aussitôt l'ascension du col de Latrape (km 155.5) en troisième catégorie avant l'ascension finale en première catégorie vers Guzet – Prat-Mataou, arrivée de l'étape,.

## Classement de l'étape
| \| Classement de l'étape \| Classement de l'étape \| Classement de l'étape \| Classement de l'étape \| Classement de l'étape \| \| Coureur \| Coureur \| Pays \| Équipe \| Temps \| \| --------------------- \| --------------------- \| --------------------- \| --------------------- \| --------------------- \| \| 1er \| Marco Pantani \| Italie \| Carrera Jeans-Tassoni \| 4 h 29 min 08 s \| \| 2e \| Laurent Madouas \| France \| Castorama \| + 2 min 31 s \| \| 3e \| Miguel Indurain \| Espagne \| Banesto \| + 2 min 31 s \| \| 4e \| Alex Zülle \| Suisse \| ONCE \| + 2 min 33 s \| \| 5e \| Ivan Gotti \| Italie \| Gewiss-Ballan \| + 2 min 35 s \| \| 6e \| Bjarne Riis \| Danemark \| Gewiss-Ballan \| + 2 min 35 s \| \| 7e \| Laurent Jalabert \| France \| ONCE \| + 3 min 24 s \| \| 8e \| Richard Virenque \| France \| Festina-Lotus \| + 3 min 24 s \| \| 9e \| Claudio Chiappucci \| Italie \| Carrera Jeans-Tassoni \| + 3 min 24 s \| \| 10e \| Paolo Lanfranchi \| Italie \| Brescialat-Fago \| + 3 min 26 s \| |                    |          |                       |                 |
| |                    |          |                       |                 |
| |                    |          |                       |                 |
| Classement de l'étape |                    |          |                       |                 |
| Coureur | Coureur            | Pays     | Équipe                | Temps           |
| 1er | Marco Pantani      | Italie   | Carrera Jeans-Tassoni | 4 h 29 min 08 s |
| 2e | Laurent Madouas    | France   | Castorama             | + 2 min 31 s    |
| 3e | Miguel Indurain    | Espagne  | Banesto               | + 2 min 31 s    |
| 4e | Alex Zülle         | Suisse   | ONCE                  | + 2 min 33 s    |
| 5e | Ivan Gotti         | Italie   | Gewiss-Ballan         | + 2 min 35 s    |
| 6e | Bjarne Riis        | Danemark | Gewiss-Ballan         | + 2 min 35 s    |
| 7e | Laurent Jalabert   | France   | ONCE                  | + 3 min 24 s    |
| 8e | Richard Virenque   | France   | Festina-Lotus         | + 3 min 24 s    |
| 9e | Claudio Chiappucci | Italie   | Carrera Jeans-Tassoni | + 3 min 24 s    |
| 10e | Paolo Lanfranchi   | Italie   | Brescialat-Fago       | + 3 min 26 s    |

## Classement général
| \| Classement général \| Classement général \| Classement général \| Classement général \| Classement général \| \| Coureur \| Coureur \| Pays \| Équipe \| Temps \| \| ------------------ \| ------------------ \| ------------------ \| --------------------- \| ------------------ \| \| 1er \| Miguel Indurain \| Espagne \| Banesto \| 63 h 28 min 29 s \| \| 2e \| Alex Zülle \| Suisse \| ONCE \| + 2 min 46 s \| \| 3e \| Laurent Jalabert \| France \| ONCE \| + 4 min 28 s \| \| 4e \| Bjarne Riis \| Danemark \| Gewiss-Ballan \| + 6 min 04 s \| \| 5e \| Ivan Gotti \| Italie \| Gewiss-Ballan \| + 9 min 01 s \| \| 6e \| Melchor Mauri \| Espagne \| ONCE \| + 9 min 24 s \| \| 7e \| Marco Pantani \| Italie \| Carrera Jeans-Tassoni \| + 10 min 07 s \| \| 8e \| Tony Rominger \| Suisse \| Mapei-GB-Latexco \| + 12 min 03 s \| \| 9e \| Fernando Escartín \| Espagne \| Mapei-GB-Latexco \| + 15 min 17 s \| \| 10e \| Hernán Buenahora \| Colombie \| Kelme-Sureña-Avianca \| + 15 min 23 s \| |                   |          |                       |                  |
| |                   |          |                       |                  |
| |                   |          |                       |                  |
| Classement général |                   |          |                       |                  |
| Coureur | Coureur           | Pays     | Équipe                | Temps            |
| 1er | Miguel Indurain   | Espagne  | Banesto               | 63 h 28 min 29 s |
| 2e | Alex Zülle        | Suisse   | ONCE                  | + 2 min 46 s     |
| 3e | Laurent Jalabert  | France   | ONCE                  | + 4 min 28 s     |
| 4e | Bjarne Riis       | Danemark | Gewiss-Ballan         | + 6 min 04 s     |
| 5e | Ivan Gotti        | Italie   | Gewiss-Ballan         | + 9 min 01 s     |
| 6e | Melchor Mauri     | Espagne  | ONCE                  | + 9 min 24 s     |
| 7e | Marco Pantani     | Italie   | Carrera Jeans-Tassoni | + 10 min 07 s    |
| 8e | Tony Rominger     | Suisse   | Mapei-GB-Latexco      | + 12 min 03 s    |
| 9e | Fernando Escartín | Espagne  | Mapei-GB-Latexco      | + 15 min 17 s    |
| 10e | Hernán Buenahora  | Colombie | Kelme-Sureña-Avianca  | + 15 min 23 s    |

## Classements annexes
| Classement par points | Classement par points    | Classement par points | Classement par points        | Classement par points |
| Coureur               | Coureur                  | Pays                  | Équipe                       | Points                |
| --------------------- | ------------------------ | --------------------- | ---------------------------- | --------------------- |
| 1er                   | Laurent Jalabert         | France                | ONCE                         | 260 pts               |
| 2e                    | Djamolidine Abdoujaparov | Ouzbekistan           | Novell                       | 202 pts               |
| 3e                    | Miguel Indurain          | Espagne               | Banesto                      | 154 pts               |
| 4e                    | Bjarne Riis              | Danemark              | Gewiss-Ballan                | 133 pts               |
| 5e                    | Erik Zabel               | Allemagne             | Deutsche Telekom-Merckx-Audi | 105 pts               |

| Classement par points | Classement par points    | Classement par points | Classement par points        | Classement par points |
| Coureur               | Coureur                  | Pays                  | Équipe                       | Points                |
| --------------------- | ------------------------ | --------------------- | ---------------------------- | --------------------- |
| 1er                   | Laurent Jalabert         | France                | ONCE                         | 260 pts               |
| 2e                    | Djamolidine Abdoujaparov | Ouzbekistan           | Novell                       | 202 pts               |
| 3e                    | Miguel Indurain          | Espagne               | Banesto                      | 154 pts               |
| 4e                    | Bjarne Riis              | Danemark              | Gewiss-Ballan                | 133 pts               |
| 5e                    | Erik Zabel               | Allemagne             | Deutsche Telekom-Merckx-Audi | 105 pts               |

| Classement de la montagne | Classement de la montagne | Classement de la montagne | Classement de la montagne | Classement de la montagne |
| Coureur                   | Coureur                   | Pays                      | Équipe                    | Points                    |
| ------------------------- | ------------------------- | ------------------------- | ------------------------- | ------------------------- |
| 1er                       | Richard Virenque          | France                    | Festina-Lotus             | 258 pts                   |
| 2e                        | Alex Zülle                | Suisse                    | ONCE                      | 181 pts                   |
| 3e                        | Miguel Indurain           | Espagne                   | Banesto                   | 163 pts                   |
| 4e                        | Marco Pantani             | Italie                    | Carrera Jeans-Tassoni     | 142 pts                   |
| 5e                        | Hernán Buenahora          | Colombie                  | Kelme-Sureña-Avianca      | 97 pts                    |

| Classement de la montagne | Classement de la montagne | Classement de la montagne | Classement de la montagne | Classement de la montagne |
| Coureur                   | Coureur                   | Pays                      | Équipe                    | Points                    |
| ------------------------- | ------------------------- | ------------------------- | ------------------------- | ------------------------- |
| 1er                       | Richard Virenque          | France                    | Festina-Lotus             | 258 pts                   |
| 2e                        | Alex Zülle                | Suisse                    | ONCE                      | 181 pts                   |
| 3e                        | Miguel Indurain           | Espagne                   | Banesto                   | 163 pts                   |
| 4e                        | Marco Pantani             | Italie                    | Carrera Jeans-Tassoni     | 142 pts                   |
| 5e                        | Hernán Buenahora          | Colombie                  | Kelme-Sureña-Avianca      | 97 pts                    |

| Classement du meilleur jeune | Classement du meilleur jeune | Classement du meilleur jeune | Classement du meilleur jeune | Classement du meilleur jeune |
| Coureur                      | Coureur                      | Pays                         | Équipe                       | Temps                        |
| ---------------------------- | ---------------------------- | ---------------------------- | ---------------------------- | ---------------------------- |
| 1er                          | Marco Pantani                | Italie                       | Carrera Jeans-Tassoni        | 63 h 38 min 36 s             |
| 2e                           | Bo Hamburger                 | Danemark                     | TVM-Polis Direct             | + 17 min 14 s                |
| 3e                           | Mariano Rojas                | Espagne                      | ONCE                         | + 22 min 15 s                |

| Classement du meilleur jeune | Classement du meilleur jeune | Classement du meilleur jeune | Classement du meilleur jeune | Classement du meilleur jeune |
| Coureur                      | Coureur                      | Pays                         | Équipe                       | Temps                        |
| ---------------------------- | ---------------------------- | ---------------------------- | ---------------------------- | ---------------------------- |
| 1er                          | Marco Pantani                | Italie                       | Carrera Jeans-Tassoni        | 63 h 38 min 36 s             |
| 2e                           | Bo Hamburger                 | Danemark                     | TVM-Polis Direct             | + 17 min 14 s                |
| 3e                           | Mariano Rojas                | Espagne                      | ONCE                         | + 22 min 15 s                |

| Classement par équipes | Classement par équipes | Classement par équipes | Classement par équipes |
| Équipe                 | Équipe                 | Pays                   | Temps                  |
| ---------------------- | ---------------------- | ---------------------- | ---------------------- |
| 1re                    | ONCE                   | Espagne                | 126 h 55 min 20 s      |
| 2e                     | Gewiss-Ballan          | Italie                 | + 10 min 27 s          |
| 3e                     | Mapei-GB-Latexco       | Italie                 | + 48 min 57 s          |

| Classement par équipes | Classement par équipes | Classement par équipes | Classement par équipes |
| Équipe                 | Équipe                 | Pays                   | Temps                  |
| ---------------------- | ---------------------- | ---------------------- | ---------------------- |
| 1re                    | ONCE                   | Espagne                | 126 h 55 min 20 s      |
| 2e                     | Gewiss-Ballan          | Italie                 | + 10 min 27 s          |
| 3e                     | Mapei-GB-Latexco       | Italie                 | + 48 min 57 s          |